# Bonastre
Bonastre è un comune spagnolo di 372 abitanti situato nella comunità autonoma della Catalogna.